# Calauit
Calauit is een eiland in de Filipijnen met een oppervlakte van 37 km². Het ligt ten noordoosten van het grootste eiland van de Calamianeilanden, Busuanga. Bestuurlijk gezien maakt het eiland deel uit van de gemeente Busuanga. Bij de laatste census in 2007 had de barangay Quezon, die het gehele eiland Calauit omvat, 594 inwoners.

## Calauit Island Game Preserve and Wildlife Sanctuary
Calauit is vooral bekend door het safaripark Calauit Island Game Preserve and Wildlife Sanctuary dat Ferdinand Marcos hier in 1976 vestigde. Het Calauit Island Game Preserve and Wildlife Sanctuary beslaat het gehele eiland. Voor het huisvesten van de vele uit Afrika afkomstige dieren werden de ruim 200 families die er woonden verbannen van het eiland. Veel later zijn velen van hen weer teruggekeerd naar hun geboortegrond.
Afrikaanse diersoorten die in het park leven zijn de bosbok, de elandantilope, de giraffe, de impala, de waterbok en de zebra. Enkele van de Filipijnse diersoorten die er aangetroffen kunnen worden zijn het Calamianenhert, het Balabacdwerghert, de Palawanpauwfazant, de beermarter, de Filipijnse krokodil en de baardzwijn. Op het eiland leven ook enkele Filipijns endemische vogels zoals de Palawanneushoornvogel, Gray's dwergsalangaan, de Palawanmees, de Palawanniltava, de Palawanvlagstaartpapegaai en de (bijna-endemische) blauwnekpapegaai.

## Voetnoten
1. ↑  Persbericht van het National Statistics Office met de resultaten van de Census van 2007.